# Emelie Johnsson
Emelie Johnsson, född 31 augusti 1989, är en svensk fotbollsspelare (försvarare) som spelat i Damallsvenskan för Kristianstads DFF säsongerna 2009 – 2012.